# Ванюдо

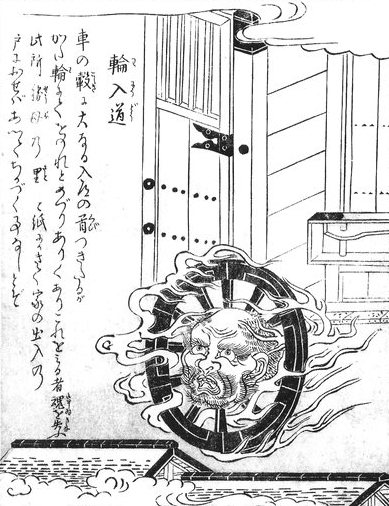
Ванюдо (иллюстрация Ториямы Сэкиэна, ок. 1779 г.)

Ванюдо (яп. 輪入道, монах-колесо) — популярный ёкай из японского фольклора. Описывается в образе пылающего огнём колеса от повозки, внутри которого находится страшная человеческая голова. Согласно фольклорным данным, ванюдо является осуждённой душой тирана-даймё, который при жизни был печально известен своей жестокостью: он привязывал своих жертв позади повозки, запряженной волами и таскал их по дороге. За это он после смерти был назначен охранять врата Ада и бродить взад и вперёд на пути между нашим миром и преисподней, пугая обывателей своим появлением и готовый утащить с собой в пекло душу любого, кто подойдет к нему слишком близко.

## Культурное влияние
Ванюдо часто фигурирует в японской поп-культуре и видеоиграх, в частности является одним из персонажей манги и аниме-сериала «Hell Girl», где он помогает Адской девочке перемещаться между миром мёртвых и живых и совершать возмездие грешникам.